# Sabanê
Le sabanê est une langue nambikwarane parlée au Brésil, en Amazonie dans deux villages de l'État du Rondônia par 3 Nambikwara. La langue est menacée, et n'est plus utilisée dans la vie quotidienne.

## Phonologie

### Voyelles
|         | Antérieure | Centrale | Postérieure |
| ------- | ---------- | -------- | ----------- |
| Fermée  | i [i]      |          | u [u]       |
| Moyenne | e [e]      |          | o [o]       |
| Ouverte |            | a [a]    |             |

### Consonnes
|              |              | Bilabiales | Alvéolaires | Alvéolaires | Dorsales | Dorsales | Glottales |
| ------------ | ------------ | ---------- | ----------- | ----------- | -------- | -------- | --------- |
| Centrales    | Latérales    | Bilabiales | Palatales   | Vélaires    |          |          | Glottales |
| Occlusives   | Sourdes      | p [p]      | t [t]       |             |          | k [k]    | ʔ [ʔ]     |
| Occlusives   | Injectives   | b [ɓ]      | d [ɗ]       |             |          |          |           |
| Fricatives   | Fricatives   |            | s [s]       |             |          |          | h [h]     |
| Liquides     | Liquides     |            |             | l [l]       |          |          |           |
| Nasales      | Nasales      | m [m]      | n [n]       |             |          |          |           |
| Semi-voyelle | Semi-voyelle | w [w]      |             |             | y [j]    |          |           |